# 胡利奥·塞萨尔·戈麦斯
胡利奥·塞萨尔·戈麦斯·马特奥（西班牙語：Julio César Gómez Mateo，1940年11月8日—2022年8月2日），乌拉圭篮球运动员，曾代表乌拉圭参加1964年夏季奥运会男子篮球比赛，并获得第八名。 他也参加了1963年泛美运动会，最终获得第四名。